# Manie-Manie - I racconti del labirinto
Manie-Manie - I racconti del labirinto (Manie-Manie 迷宮物語,?, Manie Manie Meikyû monogatari) è un film d'animazione del 1987 ad episodi diretto da Rintarō (Labyrinth), Yoshiaki Kawajiri (L'uomo che correva), e Katsuhiro Ōtomo (Interrompete i lavori!).
La pellicola è stata prodotta dalla Kadokawa nel 1983 e presentata solo nel 1987 al Festival Internazionale del Cinema di Fantascienza di Tokyo.

## Trama

### Episodi

#### Labyrinth
Una bambina, chiamata Shojo Sachi, mentre gioca a nascondino con il suo gatto "Cicerone", passa in mezzo ad uno specchio e si ritrova in un mondo parallelo, estremamente inquietante e allucinante. Uscendo da casa sua, la bambina incappa in una sorta di labirinto popolato da strane presenze (ragazzini mascherati spettrali che si rincorrono, un cane invisibile, lavoratori che si tramutano in sagome di legno, un tram pieno di scheletri, membri della classe borghese che saltano portando sulle spalle degli orologi, creature gigantesche a tema circense che avanzano nella notte) e, seguendo un pagliaccio, entra nel tendone di un circo dove quest'ultimo fa vedere a lei e a Cicerone le seguenti storie.

#### L'uomo che correva(Hashiru otoko)
Ambientato in un futuro non meglio specificato, il corto segue le vicende del misterioso Zack Hugh, campione in carica del Death Circus, un circuito per gare automobilistiche estreme. I piloti di queste corse guidano vetture futuristiche ad alta velocità e si sfidano al limite della sopportazione fisica. Un reporter viene commissionato ad intervistare Zack in privato e quando lo raggiunge scopre che il pilota è dotato di terrificanti poteri telecinetici, che egli sfrutta per provocare la morte dei suoi avversari e vincere le corse rivelando così che è il lui il responsabile delle morti di tutti i piloti delle gare precedenti e di essere quindi un assassino. Il reporter lo osserva all'opera durante la sua ultima corsa, nella quale Zack continua a guidare anche dopo aver superato il traguardo e un'interfaccia del suo abitacolo indica che le funzioni vitali sono "terminate". La sua vettura viene raggiunta e superata dai fantasmi dei piloti che ha ucciso. Furioso, Zack tenta di vincerli scatenando al massimo i suoi poteri, ma così facendo distrugge la propria vettura e se stesso. A seguito della sua scomparsa, il Death Circus viene chiuso.

#### Interrompete i lavori!(Koji chushi meirei)
A seguito di un colpo di Stato avvenuto nel fittizio Paese della Repubblica di Arowana, il nuovo regime dichiara nullo il contratto di una compagnia industriale che impiega robot automatizzati nei lavori, causando la sospensione dei loro progetti. Ma il cantiere 444, il più costoso della compagnia, situato in una zona palustre del Sudamerica, continua ad operare, richiedendo così spese fuori stanziamento, e non si hanno più notizie del responsabile che avrebbe già dovuto interrompere i lavori. Il salaryman Tsutomu Sugioka viene quindi inviato per arrestare l'attività dei droidi e recuperare il funzionario. Al suo arrivo, Sugioka scoprirà una situazione paradossale, in cui lo zelo e l'efficienza del robot capo si traduce in distruzione e assenza di controllo. I tentativi di Sugioka di ordinare al robot capo di interrompere i lavori ricevono violenza come risposta. Successivamente scopre che per fare continuare i lavori, il capo robot sta portando alla distruzione tutti i suoi simili per incrementare i lavori e la produzione, causando una reazione a catena di distruzione dei robot, per stress da super lavoro. Dopo strazianti giorni di infruttuosi tentativi di portare a termine la missione, Sugioka scopre che i robot hanno ucciso il responsabile di cantiere e gli altri supervisori inviati prima di lui per non mettere a repentaglio il compito per cui sono stati programmati. Ormai completamente privo della ragione, distrugge il robot capo e si mette a seguire il suo cavo al fine di trovare il computer del sistema centrale e tentare di fermare tutto distruggendolo ad ogni costo, perfino con la propria vita, se necessario. Ma proprio quando Sugioka si allontana, in TV viene riportata la notizia che un nuovo colpo di Stato ha ristabilito il vecchio regime e la continuazione dei lavori al cantiere 444.

## Curiosità
- Nella prima scena del film è possibile vedere una statua che ricorda la scultura dell'"orco" nel parco dei mostri di Bomarzo.